# تشارلتون (نيويورك)
تشارلتون (بالإنجليزية: Charlton, New York)‏ هي بلدة أمريكية تقع في الولايات المتحدة في مقاطعة ساراتوغا، نيويورك. يقدر عدد سكانها بـ 3,954 نسمة ومساحتها 85.0 كم2 وترتفع عن سطح البحر 202 متر.

## أعلام
- أنسون براون
- جون دبليو. تايلور